# بلفلد
بلفلد (به هلندی: Belfeld) یک منطقهٔ مسکونی در هلند است که در فنلو واقع شده‌است. بلفلد c نفر جمعیت دارد.